# Montferrier-sur-Lez
Montferrier-sur-Lez este o comună în departamentul Hérault din sudul Franței. În 2009 avea o populație de 3.376 de locuitori.

## Evoluția populației
| An        | 1975  | 1982  | 1990  | 1999  | 2006  | 2009  |
| --------- | ----- | ----- | ----- | ----- | ----- | ----- |
| Populație | 1.684 | 2.015 | 2.670 | 3.292 | 3.472 | 3.376 |